# Wiadro
Wiadro war ein polnisches Volumenmaß für Flüssigkeiten. Es entsprach dem Maß Eimer. 
- 1 Wiadro = 20 Kannen = 12,3 Liter
- 1 Wiadro = 10 Krużka = 12,3 Liter